# Теория использования и удовлетворения
Телевидение превращается в коллаж — телевизионных каналов так много, что, переключая их, вы самостоятельно составляете коллаж. В этом смысле, каждый смотрит что-то своё.
Теория использования и удовлетворения — это частная теория социологии массовой коммуникации, исследующая роль аудитории в принятии решений и определении целей при потреблении ею продукции СМИ. Иными словами, это концепция, определяющая, как люди выбирают тот или иной информационный канал для удовлетворения определённых потребностей. В отличие от других теорий массовой коммуникации, теория использования и удовлетворения отвечает на вопрос: как именно люди используют медиа?
Данная теория изучается в рамках социальной психологии при использования позитивистского подхода. Основной вопрос научных поисков в рамках концепции: как и почему люди используют СМИ? Можно сказать, что теория использования и удовлетворения фокусирует своё внимание на мотивы поведения медиапотребителей, а не на прямое воздействие средств массовой информации на потребителя.
Сторонники теории использования и удовлетворения считают, что члены медиааудитории - это активные потребители самих СМИ. Ввиду того, что каждый член медиааудитории индивидуален, он сам отбирает для себя различные «послания», различным способом их использует и по-разному на них реагирует. Индивидуальные, социальные и психологические характеристики членов аудитории обуславливают воздействие СМИ в такой же мере, как и собственно сама медиаинформация. Сторонники теории отмечают, что наряду с другими социально-психологическими факторами, определяющих выбор со стороны потребителя и обсуславливающих разное воздействие СМИ, сама информация, получаемая из СМИ, — лишь один из многих других факторов. Подобный подход определяет тот вывод, что индивидуальные социальные и психологические характеристики членов аудитории обуславливают воздействие СМИ в такой же мере, как и собственно сама медиаинформация.

## Постулаты теории использования и удовлетворения
Большинство постулатов данной концепции были сформированы ещё в 1974 году, однако полный перечень основных положений теории дал А. Рубин только в начале 1990-х годов.

### Активность аудитории
Информационные потребители являются активными участниками процесса опосредствованной коммуникации, однако эта активность варьируется. Более того, поведение членов аудитории характеризуется целенаправленностью и мотивированным подходом, а саму медиаинформацию они выбирают согласно личным приоритетам, ценностям, потребностям. Именно эти же факторы впоследствии влияют на восприятие выбранной информации.
Следует отметить, что активность и мотивы выбора медиаинформации отдельных членов аудитории могут различаться. По данным одного исследования, при просмотре новостных телепередач зрители более активно выбирают информационный канал.

### Использование СМИ для удовлетворения потребностей
Информация всегда отбирается или используется в целях удовлетворения нужд и потребностей членов аудитории. Более того, в рамках этого постулата происходит разделение мотивов потребления СМИ на две категории: проактивные и пассивные Проактивная мотивация - это просмотр содержимого информационного канала для получения конкретной информации, в то время как пассивная определяется словами «поглядеть, что там идёт».

#### Социальные и психологические факторы
Личностные характеристики, состояние на конкретный период времени, коммуникативное поведение и другие социальные и психологические черты влияют на выбор информационного канала и информационное сообщение.

#### Конкуренция и посредничество
Определяющий фактор, определённой модели и последствия использования СМИ — выбор, а точнее, инициатива самого потребителя. Чем меньше наблюдается личной заинтересованности и инициативы, тем выше влияние и воздействие медиаинформации. Добавим, что СМИ также находится в поле конкурентной борьбы за потребителя, наряду с другими формами коммуникации.

### Социальные функции СМИ в рамках теории использования и удовлетворения
По данным исследования, цели использования медиа могут быть сгруппированы в пять категорий:
- получение информации и повышение уровня образования,
- самоопределение в рамках существующей информационной повестки дня,
- простое развлечение,
- усиление социального взаимодействия,
- уход от стрессовых ситуации будней жизни.

## Краткая история исследований в русле концепции теории
Начиная с 1940-х годов, учёные стали активно изучать мотивы выбора определённых радиопередач и периодических изданий. Среди предметов ранних исследований — интерес детей к комиксам. В сороковых годах также был замечен более выраженный интерес к психологической составляющей данной тематике.
Лазарсфельд, Херцог и Берельсон работали в направлении теории использования и удовлетворения ещё до появления самой формулировки. Несмотря на то, что научный поиск лежал в поле мотивации потребителей СМИ, результаты их научных трудов оказались полезными для изысканий в сфере массовой коммуникации. Учёные пришли к выводу, что членов аудитории привлекают самые разные возможности, которые могут предоставить СМИ, — от приобретения знаний до эмоциональной разрядки..
К 1970-м годам исследователи выяснили, что потребности аудитории определяются социальными и психологическими факторами. Было выявлено, что использование СМИ улучшает не только понимание себя, но и аудитории в целом. Более того, СМИ могут быть использованы, чтобы повысить социальный статус и укрепить социальные отношения.
МакКуэйл, Блумер и Браун в 1972 году предложили собственную типологию мотивов использования СМИ. Они выделили такие мотивы, как развлечение, необходимость в общении, усилении личной идентичности и необходимость получения информации о последних событиях.
Среди тех, кто впервые предложил объединить исследования использования СМИ и воздействия СМИ, были К. Розенгрен и С. Уиндал. Был сформулирован другой подход: исследователь должен задаваться вопросом о том, каковы последствия удовлетворения определённых нужд или особенностей использования СМИ. Данные области исследования позволяют изучить воздействие массовой коммуникации на индивидуальном уровне или в рамках всего общества в целом (изменение установок, восприятия и поведения). В рамках этого подхода стало ясно, что люди зависят от СМИ в удовлетворении различных потребностей. Среди них: уход от реальности, приобретение опосредственного опыта, вовлечение в отображаемые посредством СМИ события.
С середины 1970-х годов можно заметить применение сходных методы исследования к изучению мотивов медиапользователей. Исследовали начали получать схожие результаты. Как Гринберг, так и Рубин обнаружили, что мотивы использования СМИ меняются с возрастом.
На сегодняшний день большинство ученых, работающих над теорией использования и удовлетворения, различают следующие мотивы использования СМИ:
- обучение
- привычка
- поддержание компании
- получение возбуждения
- релаксация
- уход от реальности
- заполнение свободного времени

## Современные устройства и теория использования и удовлетворения

### Мобильные телефоны
Мобильные телефоны, сравнительно новый коммуникационный инструмент, так же может быть рассмотрен с точки зрения описываемой концепции. Такие особенности, как мгновенный доступ к многочисленным контактам, виртуальному контенту и появление новых форм телефонного общения, превращают мобильный телефон в популярный предмет исследования специалистов по массовой коммуникации.
На данный момент считается, что мобильные телефоны используется в следующих целях:
1. социализация
2. развлечение
3. инструментальное использование
4. удовлетворение статусных потребностей/ следование модным тенденциям
5. мобильность
6. немедленный доступ.

## Критика теории использования и удовлетворения
Основные критические положения выделены А. Рубинов в 1994 году на основании обзора литературы по теории использования и удовлетворения .
1. Слишком индивидуализированный подход: результаты индивидуальных различий практически невозможно применить к медиапользователям в целом или ко всему обществу.
2. Недостаток синтеза результатов исследований: разработанные для описания индивидуального использования медиа типологии с трудом поддаются синтезированию. Эта проблема по-прежнему актуальна.
3. Необходимость прояснения основных понятий: по мнению некоторых экспертов, такие понятия, как «мотивы», «поведение» или «потребности» недостаточно определены.[16] Тем не менее, кажется, что к сегодняшнему дню, эта проблема уходит в прошлое.
4. Разное значение ключевых понятий: невозможно работать в рамках одной теории и давать различные дефиниции основных понятий, что непременно ведёт за собой затруднения в сравнении разных данных.
5. Активность аудитории и использование самоотчётов: неточность методов анализа.

## Пример
То, каким образом человек использует СМИ и какое удовлетворение он от них получает, частично отражается на характере воздействия СМИ.
Например, фильм ужасов произведёт одно впечатление на человека, глубоко сопереживающего жертве, и совершенно иное – на зрителя, получающего лишь поверхностное удовольствие от напряженной интриги фильма. Более того, мы можем использовать СМИ не только, как источник развлечения или информации, но и для множества иных целей. Некоторые через СМИ убегают в виртуальный мир, другие — хотят угодить своим близким, которые в этот момент смотрят телевизор. А иногда мы смотрим или слушаем программу, которая нам совершенно не нравится, лишь ради того, чтобы почувствовать себя менее одиноким.
Люди выбирают медиаинформацию, чтобы удовлетворить разнообразные личностные потребности. Поведение, при этом, почти всегда обусловленно определённой целью, в то время, как выбор зависит от информации или от ожидаемого удовлетворения. Именно проблемами мотивации потребителя СМИ и занимается теория использования и удовлетворения.